# Leo da Vinci
Leo da Vinci è una serie animata italiana realizzata in computer grafica, creata da Sergio Manfio, prodotta da Gruppo Alcuni in co-produzione con Rai Ragazzi insieme alla collaborazione della TV pubblica tedesca HR, lo studio indiano Cosmos Maya e la società franco-americana All Rights Entertainment il tutto con il supporto di Trentino Film Commission e POR FESR 2014/2020 della Regione Veneto. Composto da 52 episodi da 13 minuti ciascuno è uno spin-off del film Leo da Vinci - Missione Monna Lisa.
La serie è stata pubblicata in anteprima su Rai Play il 23 settembre 2019 con i primi 14 episodi (tranne gli episodi 4 e 11) ed è andata in onda su Rai Gulp dopo una settimana dal 30 settembre. Anche Rai Gulp salta gli episodi 4, 11 e 15 e trasmette in prima visione l'episodio 16 per poi fermarsi. Successivamente su Rai 2 a partire dal 9 marzo 2020 la serie viene replicata recuperando gli episodi saltati insieme agli inediti, ma si interrompe all'episodio 22. Dall'episodio 23 è Rai Gulp a trasmettere i nuovi episodi, ma si ferma dopo aver trasmesso il 26. Il 6 marzo 2021 Raiplay pubblica gli ultimi 26 episodi, mentre in tv saranno trasmessi, una settimana dopo, su Rai Gulp dal 13 marzo.

## Trama

### Prima stagione
Le fantastiche e curiose vicende di un Leonardo da Vinci quindicenne, che si reca a Firenze con gli amici Lisa e Lollo per lavorare nella bottega del Verrocchio. Qui fa amicizia con Lorenzo de’ Medici, la cui famiglia è al centro di una congiura ordita da un individuo misterioso in combutta con dei Pirati. Leo si troverà coinvolto e dovrà aiutare il suo nuovo amico, superando ostacoli di ogni sorta e mettendo in campo tutta la sua creatività nell'utilizzare i prototipi delle sue geniali invenzioni… o progettandone di nuove!

### Seconda stagione[2]
Dopo un periodo di pace Lorenzo de’ Medici, incuriosito per la storia della pietra preziosa ne Il Milione di Marco Polo, vorrebbe trovarla. Affida quindi la missione di ricerca e recupero ai nostri eroi, che partono da Firenze per un viaggio lungo e molto particolare. L’avventura diventa ancor più avvincente quando due sinistri mercanti inglesi e un manipolo di mediocri pirati (Capo Pirata, Shark, Cicala e Francis questa volta si uniscono al diabolico Pirata Rosso) si mettono alle loro calcagna per arrivare per primi alla preziosa gemma.

## Personaggi
Leo (Leonardo Da Vinci)
Doppiato da: Lorenzo Crisci
Protagonista.
Lisa (Monna Lisa)
Doppiata da: Emanuela Ionica
Amica di Leo e Lollo.
Lollo (Lorenzo)
Doppiato da: Gabriele Patriarca
Rispetto al film gli è stato cambiato il nome per non confonderlo con Lorenzo de' Medici.
Maestro Andrea Verrocchio
Doppiato da: Enzo Avolio
Lorenzo de' Medici
Doppiato da: Luca Baldini
Bianca de' Medici
Doppiata da: Vittoria Bartolomei
Sorella di Lorenzo. In questa serie è la sorella minore di Lorenzo.
Capo dei pirati/Pirata Blu
Doppiato da: Roberto Draghetti e poi da Dario Oppido
Francis
Doppiato da: Davide Garbolino
Un pirata che attira su di sé la sfortuna.
Cicala
Doppiato da: Roberto Stocchi
Un pirata goffo e poco sveglio.
Shark
Doppiato da: Stefano Thermes
Un pirata abile con i coltelli.
Adolino
Doppiato da: Stefano Brusa
Colui che fa da intermediario tra i pirati e il suo padrone conosciuto come il Cospiratore.
Vanni Cavalcasassi
Doppiato da: Francesco Ferri
Si crede un grande artista, ma le sue opere sono mediocri.
Duccio Cavalcasassi
Doppiato da: Christian Iansante
Padre di Vanni, incoraggia il figlio con ogni tipo di imbroglio al fine di esaltare la sua figura.
Pirata Rosso
Doppiato da Alessandro Rossi
Robert e Jack
Doppiati da Riccardo Lombardo e Franco Mannella

## Episodi

### Prima stagione
| N° | Titolo                    | Data              |
| -- | ------------------------- | ----------------- |
| 1  | Arrivo a Firenze          | 23 settembre 2019 |
| 2  | Il Donum                  | 23 settembre 2019 |
| 3  | Fuochi d'artificio        | 23 settembre 2019 |
| 4  | Il gigante Mugello        | 10 marzo 2020     |
| 5  | Uno strano leone          | 23 settembre 2019 |
| 6  | Sogno premonitore         | 23 settembre 2019 |
| 7  | La gabbia del canarino    | 23 settembre 2019 |
| 8  | La ricetta                | 23 settembre 2019 |
| 9  | La brutta copia           | 23 settembre 2019 |
| 10 | Il merlo indiano          | 23 settembre 2019 |
| 11 | Il vaso di Rha            | 16 marzo 2020     |
| 12 | Il codice                 | 23 settembre 2019 |
| 13 | Il palio delle casate     | 23 settembre 2019 |
| 14 | Il mostro di carta        | 23 settembre 2019 |
| 15 | Il circo                  | 18 marzo 2020     |
| 16 | Fuochi antichi            | 12 ottobre 2019   |
| 17 | La bandiera d'oro         | 19 marzo 2020     |
| 18 | La caccia col falcone     | 19 marzo 2020     |
| 19 | Il letargo del ragno      | 20 marzo 2020     |
| 20 | Le cinque sfere           | 20 marzo 2020     |
| 21 | Il banchetto salato       | 22 marzo 2020     |
| 22 | La diga                   | 22 marzo 2020     |
| 23 | Pane all'anice            | 6 aprile 2020     |
| 24 | Il libro mastro           | 6 aprile 2020     |
| 25 | La mappa                  | 7 aprile 2020     |
| 26 | Il drago di ferro         | 7 aprile 2020     |
| 27 | La via della seta         | 6 marzo 2021      |
| 28 | La torta pericolosa       | 6 marzo 2021      |
| 29 | Il grande sonno           | 6 marzo 2021      |
| 30 | Ballo in maschera         | 6 marzo 2021      |
| 31 | Il castello delle dame    | 6 marzo 2021      |
| 32 | La chiave nascosta        | 6 marzo 2021      |
| 33 | Rintocchi di mezza estate | 6 marzo 2021      |
| 34 | L'ambasciatore            | 6 marzo 2021      |
| 35 | Il testamento             | 6 marzo 2021      |
| 36 | La giostra ghiacciata     | 6 marzo 2021      |
| 37 | La magia del numero otto  | 6 marzo 2021      |
| 38 | Il profumo del gelsomino  | 6 marzo 2021      |
| 39 | Il cromorno               | 6 marzo 2021      |
| 40 | Il ponte mobile           | 6 marzo 2021      |
| 41 | Firenze trema             | 6 marzo 2021      |
| 42 | Lo speziale               | 6 marzo 2021      |
| 43 | Il carnevale              | 6 marzo 2021      |
| 44 | Il grande mago            | 6 marzo 2021      |
| 45 | Il merlo e la gazza       | 6 marzo 2021      |
| 46 | Pirati contro pirati      | 6 marzo 2021      |
| 47 | Il diario dei pirati      | 6 marzo 2021      |
| 48 | Fiuto da tartufo          | 6 marzo 2021      |
| 49 | La beffa                  | 6 marzo 2021      |
| 50 | La gabbia di Lollo        | 6 marzo 2021      |
| 51 | La rosa della buona notte | 6 marzo 2021      |
| 52 | La resa dei conti         | 6 marzo 2021      |

### Extra
| N° | Titolo        | Data             |
| -- | ------------- | ---------------- |
| -  | Un amico raro | 19 dicembre 2021 |

### Seconda stagione
| N° | Titolo                            | Data      |
| -- | --------------------------------- | --------- |
| 1  | Il rubino                         | 2023/2024 |
| 2  | L'arazzo di seta                  | 2023/2024 |
| 3  | La scimitarra                     | 2023/2024 |
| 4  | La rullotta                       | 2023/2024 |
| 5  | Il mercante indiano               | 2023/2024 |
| 6  | Si parte                          | 2023/2024 |
| 7  | Prove di boicottaggio             | 2023/2024 |
| 8  | Rosso ruggine                     | 2023/2024 |
| 9  | Un incontro pericoloso            | 2023/2024 |
| 10 | Osteria del Mastino               | 2023/2024 |
| 11 | Il sonnifero                      | 2023/2024 |
| 12 | La corraza corazzata              | 2023/2024 |
| 13 | Le pagine mancanti                | 2023/2024 |
| 14 | La colombaia                      | 2023/2024 |
| 15 | Fabrizio del Morello              | 2023/2024 |
| 16 | La maschera del giullare          | 2023/2024 |
| 17 | Il falso indizio                  | 2023/2024 |
| 18 | Briganti                          | 2023/2024 |
| 19 | Mercanti vs briganti              | 2023/2024 |
| 20 | Il cuculo                         | 2023/2024 |
| 21 | Il segreto del fossile            | 2023/2024 |
| 22 | L'arte di Vannoccio               | 2023/2024 |
| 23 | Pico della Mirandola              | 2023/2024 |
| 24 | Un incontro spiacevole            | 2023/2024 |
| 25 | La collana di Bianca              | 2023/2024 |
| 26 | La congiura                       | 2023/2024 |
| 27 | Il falso speziale                 | 2023/2024 |
| 28 | Il falso quadro e il vero inganno | 2023/2024 |
| 29 | Racconto di paura                 | 2023/2024 |
| 30 | Bianca l'impostora                | 2023/2024 |
| 31 | Il vile tessitore                 | 2023/2024 |
| 32 | Arrivo a Venezia                  | 2023/2024 |
| 33 | Costumi di Carnevale              | 2023/2024 |
| 34 | Il lenzuolo volante               | 2023/2024 |
| 35 | La memoria della carta            | 2023/2024 |
| 36 | L'occhio bicolore del leone       | 2023/2024 |
| 37 | La stanza araldica                | 2023/2024 |
| 38 | Il Fondaco dei Tedeschi           | 2023/2024 |
| 39 | Alvise Tiepolo                    | 2023/2024 |
| 40 | Il nonno di Maria                 | 2023/2024 |
| 41 | Le Alpi                           | 2023/2024 |
| 42 | Un incredibile incontro           | 2023/2024 |
| 43 | Il cervo dorato                   | 2023/2024 |
| 44 | Il rinoceronte                    | 2023/2024 |
| 45 | La trappola                       | 2023/2024 |
| 46 | Il raggio di luce                 | 2023/2024 |
| 47 | Il mistero della doppia nota      | 2023/2024 |
| 48 | La scritta in latino              | 2023/2024 |
| 49 | Il finto orso                     | 2023/2024 |
| 50 | Due galee e un brigantino         | 2023/2024 |
| 51 | Verso Firenze                     | 2023/2024 |
| 52 | Una storia vera                   | 2023/2024 |